# Lytham St Annes
Lytham St Annes is een civil parish in het bestuurlijke gebied Fylde, in het Engelse graafschap Lancashire.
De plaats is vooral bekend om de beroemde Royal Lytham & St Annes Golf Club waar sinds 1926 regelmatig het Britse Open heeft plaatsgevonden.

## Geboren
- Joe Anyon (29 december 1986), voetballer

## Galerij

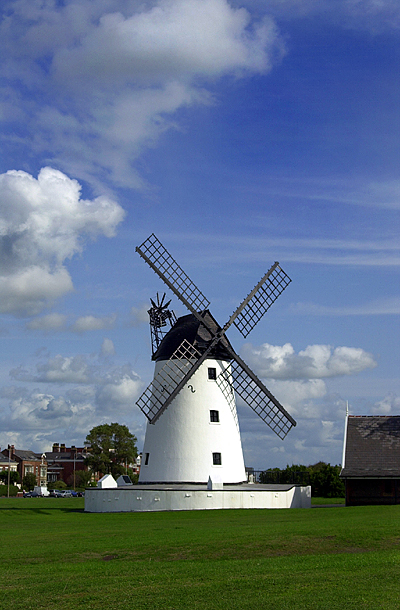
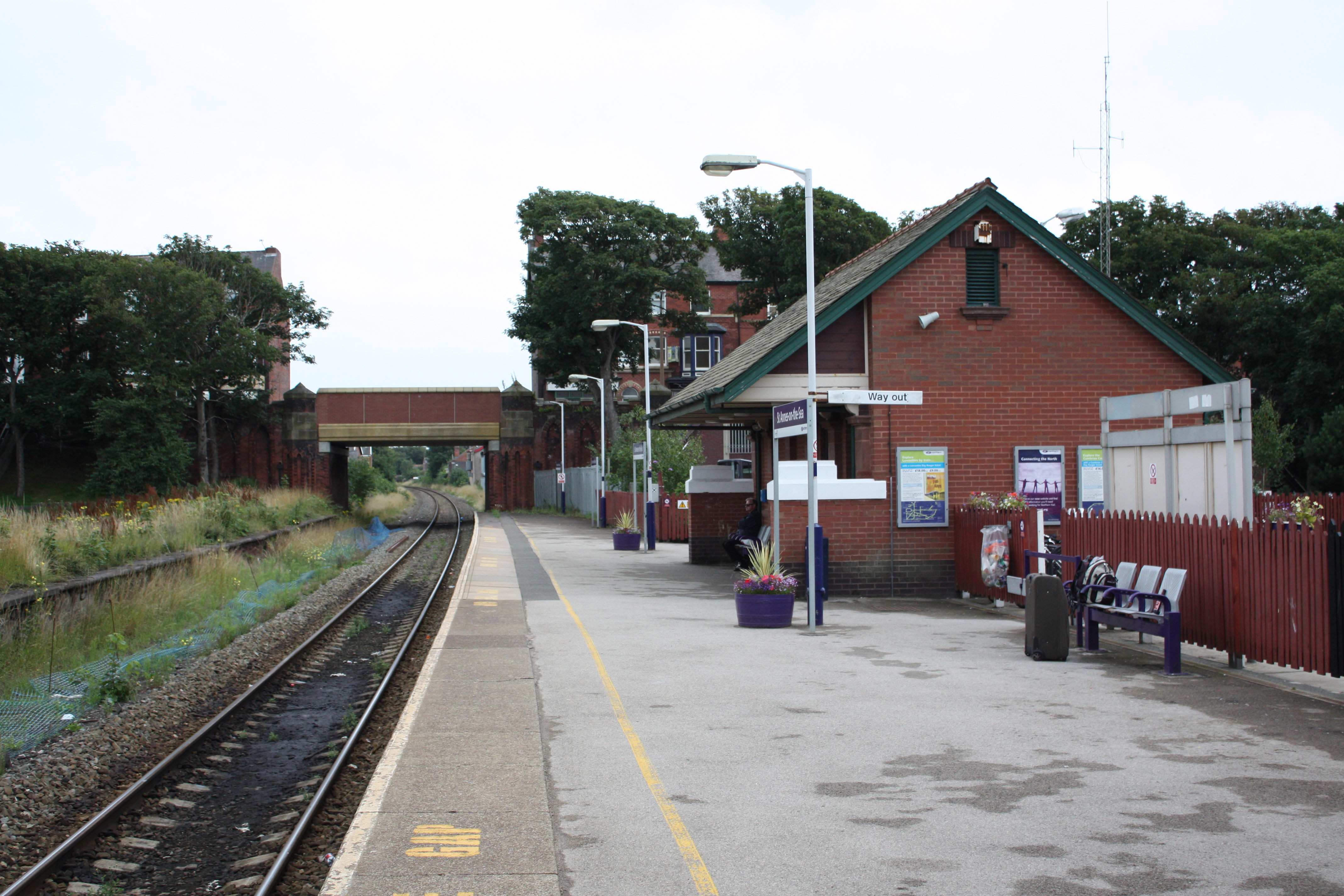
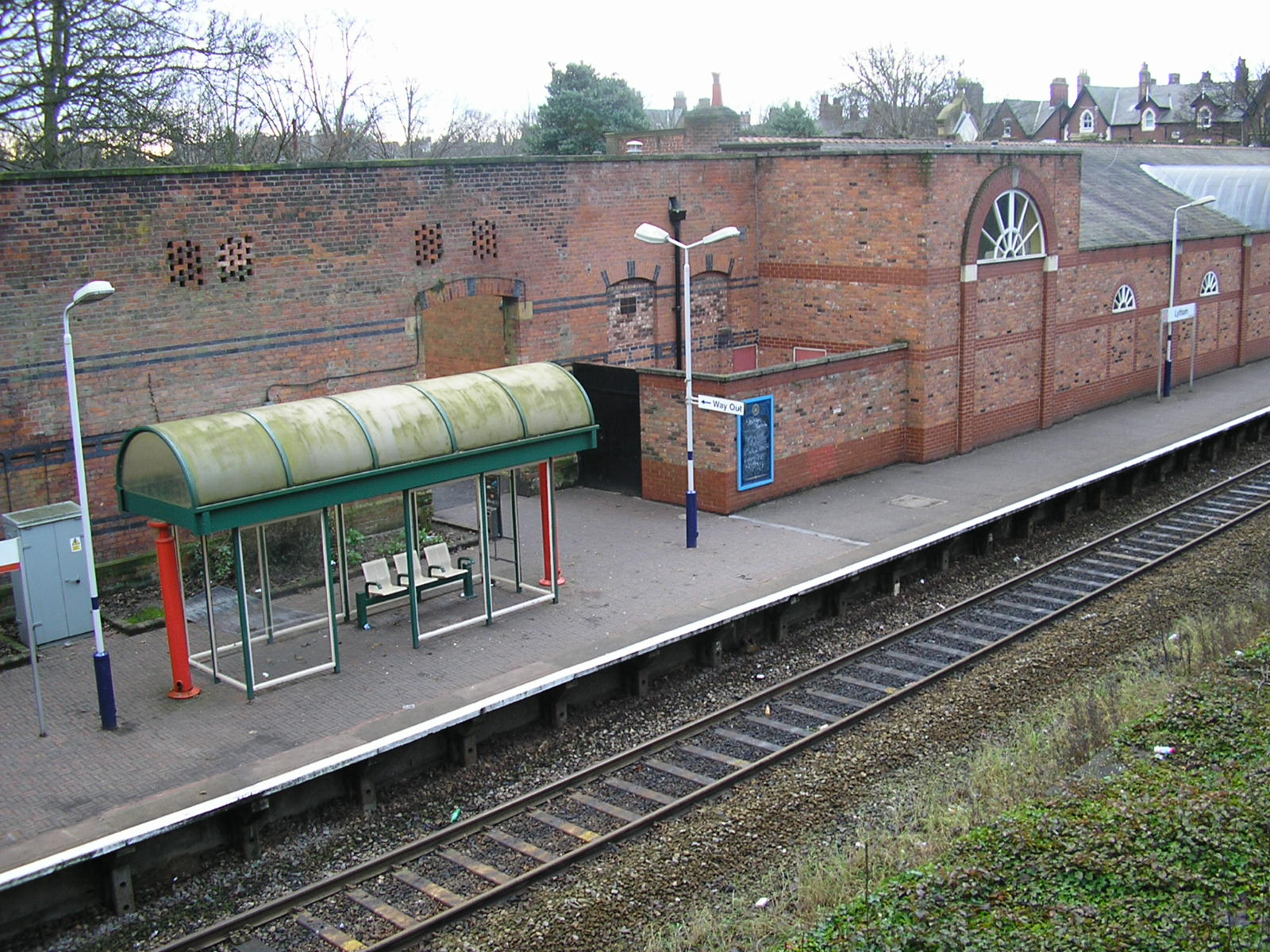
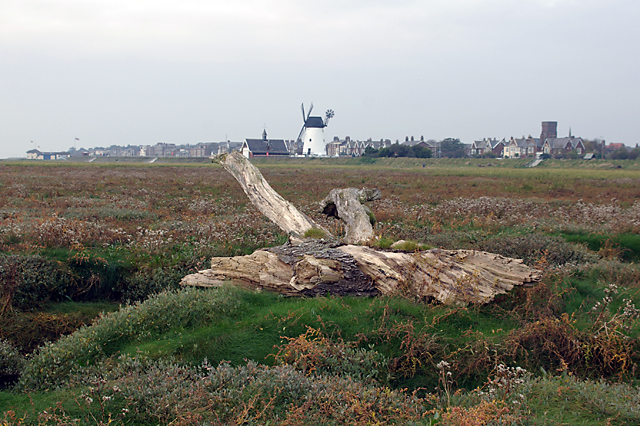
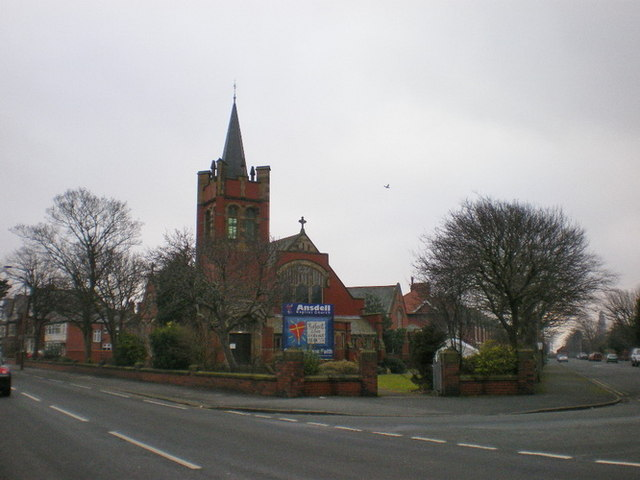